# Lijst van afleveringen van Checkpoint (seizoen 19)
Dit is een lijst van afleveringen van seizoen 19 van Checkpoint. In onderstaande schema's staan de gestelde vraagstukken aangegeven, de getrokken conclusies en de notities van de test.

## Inleiding
Twee weken nadat het achttiende seizoen van Checkpoint op zijn einde is gelopen, start op 4 januari 2020 het negentiende seizoen.
Ook dit seizoen zijn er weer enkele wijzigingen in het team. Bij de meiden is Julia dit seizoen niet meer in het programma gezien. Haar plaats is ingenomen door Marissa. Bij de jongens vertrekt Aaron, maar Cody en Luuk vullen het testteam weer aan.
Verder zijn er weer verschillende nieuwe rubrieken, zoals Was vroeger alles beter?. De rubriek Met Dynamiet wordt opgevolgd door een vergelijkbare serie testjes waarin de toepassingen van raketten worden uitgetest.

## Samenstelling testteam
- Lieke Augustijn
- Nur Dabagh (vanaf seizoen 15)
- Jaro Frijn (vanaf seizoen 13)
- Remy Hogenboom (vanaf seizoen 8)
- Gianni Koorndijk (vanaf seizoen 13)
- Mila Mochèl
- Luuk Nouwen
- Nigel Onwuachu
- Sem Peelen (vanaf seizoen 11)
- Romy Ruitenbeek (vanaf seizoen 18)
- Shaniqua Devine (vanaf seizoen 11)
- Tim Schouten
- Ava-Luna Stradowski
- Anne van der Vegt
- Marissa Wildeboer
- Cody Zwier

## Afleveringen

### Aflevering 1
Uitzenddatum: 4 januari 2020

#### XXXL Slee
Deze test werd gedaan door Lieke, Tim en Gianni.
| Product | Notities |
| ------- | --- |
| Slee    | Het uitgangspunt van deze test was dat er op een kleine slee niet genoeg ruimte was om er met z'n allen op te kunnen. Daarom werd er een extra grote slee gemaakt waar presentatrice Rachel met nog drie testteamleden op kon. Getest werd of deze beter was dan een gewone slee. Dat bleek inderdaad zo te zijn. |

#### Skateboard 2.0
In deze test werden methoden getest om een longboard elektrisch te maken.
Deze test werd gedaan door Nigel en Gianni
| Methode         | Notities |
| --------------- | --- |
| Cirkelzaag      | Voor de eerste deeltest werd er een cirkelzaag gebruikt. Deze moest een wiel aandrijven die het longboard vooruit zou laten gaan. Het systeem bleek echter niet tegen deze toeren bestand. Bovendien had de cirkelzaag nog de beperking dat deze aan een snoer zat.                         |
| Schroeftol      | Daarom werd er overgegaan op een schroeftol die op een accu werkte. Deze dreef een van de voorwieltjes van het longboard aan om zo vooruit te komen. |
| Haakse slijptol | Ten slotte werd er een slijptol gebruikt. De schijf werd vervangen door een wiel dat het longboard van achteren zou aandrijven. Met behulp van een remkabel werd een systeem gemaakt waarmee dit extra wiel naar de grond gehaald kon worden. Zo kon het testteam zelfs staand longboarden. |

#### Jongens vs Meiden → Raken
Bij deze editie van Jongens vs Meiden werd uitgezocht wie de beter waren in raken, jongens of meiden. Deze test markeerde de vuurdoop van testteamlid Luuk. Dit is tevens de laatste test waar Anne aan meedoet.
| Uitdaging                                             | Winnaar | Notities |
| ----------------------------------------------------- | ------- | --- |
| Eieren in iemands gezicht slingeren aan een touw      | Jongens | In de eerste deeltest stond een tros eieren centraal die aan een touw hing. De jongens en de meiden kregen om beurten de kans om deze eieren in het gezicht van de tegenpartij te slingeren. Ze moesten echter met een bocht gooien, omdat er in het midden van hun speelveld een net was opgehangen. De jongens schakelden beide meiden uit en bleven zelf ongedeerd. |
| Elkaar achtervolgen in een scootmobiel met een piñata | Meiden  | De testteamleden moesten met een scootmobiel een parcours rijden en achtervolgden elkaar. Ze hadden achterop een piñata staan die de tegenpartij stuk moest slaan. De meiden schakelden beide jongens uit en bleven zelf ongedeerd. |
| Paragliden                                            | Jongens | Testteamleden Remy en Lieke, die namens de jongens en de meiden de eerste en de tweede deeltests op hun naam schreven, namen het tegen elkaar op in de finale. Hierin gingen ze paragliden. Ze hadden acht pittenzakken bij zich. Deze moesten ze zo dicht mogelijk bij een doelwit gooien dat op de grond lag. Remy gooide het meest dichtbij.                        |
| Uiteindelijke winnaar.                                | Jongens | Eindstand: 2-1. Getrokken conclusie: de jongens zijn beter in raken |

#### The Battle → Water vs Boeken
| Product 1     | Product 2 | Beter         | Notities |
| ------------- | --------- | ------------- | --- |
| Stapel boeken | Aquarium  | Stapel boeken | In deze editie van The Battle werd getest welk van twee producten het beste een kogel kon tegenhouden: een stapel boeken of een aquarium. De kogel schoot 12,5 centimeter door de stapel boeken heen. Toen er een kogel werd geschoten over de lengte van drie volle aquariums, bleek deze veel minder goed te werken. |

### Aflevering 2
Uitzenddatum: 11 januari 2020

#### Televisies
In deze test werd uitgetest of de oude beeldbuistelevisies beter zijn dan de moderne flatscreens.
| Onderwerp  | Notities |
| ---------- | --- |
| Televisies | Om de robuustheid van oude beeldbuistelevisies te vergelijken met die van de moderne flatscreens, werden er gamecontrollers op afgevuurd. Dit symboliseerde een gamer die in zijn frustratie zijn controller naar het scherm gooide. De oude beeldbuis bleef heel, maar de flatscreen niet. |

#### Boom klimmen 2.0
In deze test werden methoden getest om makkelijker een boomstam te beklimmen richting de hoge takken.
Deze test werd gedaan door Jaro en Gianni
| Methode    | Notities |
| ---------- | --- |
| Spanbanden | Voor de eerste deeltest kwam de inspiratie uit Zanzibar, naar de methode om kokosnoten uit palmbomen te halen. Geprobeerd werd om dit met spanbanden na te doen. Testteamlid Gianni deed deze om zijn enkels en de boomstam. Hij had echter erg veel moeite nodig om omhoog te komen.              |
| Spikes     | Met schroeven werden spikes onder schoenen en handschoenen geïmiteerd waardoor Gianni met extra grip omhoog kon proberen te komen. Dit lukte een stuk beter. |
| Lift       | Met behulp van een spudgun werd een geïmproviseerde werplijn vastgeschoten om de tak van een boom. Met behulp van een schroefboormachine probeerde testteamlid Jaro deze lijn op te rollen. Doordat hij het apparaat zou blijven vasthouden, zou Jaro omhoog de boom in gaan. Deze methode werkte. |

#### Jongens vs Meiden → Rallycoureur
Bij deze editie van Jongens vs Meiden werd uitgezocht wie de betere rallycoureurs waren, de jongens of de meiden.
| Uitdaging              | Winnaar | Notities |
| ---------------------- | ------- | --- |
| Driften                | Meiden  | De testteamleden moesten een stuurparcours afleggen. Dit zou echter driftend gebeuren doordat de achterwielen op hondjes waren gezet. De jongens deden 1'01" minuut over het parcours, de meiden waren twee seconden sneller. |
| Slippen                | Jongens | Bij de tweede deeltest stond een muur met allemaal Checkpoint-logo's centraal. Met een handrembocht moesten de testteamleden door de modder heen slippen om zo veel mogelijk logo's te besmeuren. Hier hadden ze vier pogingen de kans voor. De scoorden 23 logo's in vier pogingen, de jongens behaalden dit aantal al bij hun derde poging. Ze maakten het echter in stijl af door bij hun laatste poging de resterende 19 logo's te raken en de maximale score van 42 logo's te behalen. |
| Navigeren              | Jongens | Met de voorruit vol modder, waardoor ze niet voor zich konden kijken, moesten de testteamleden een verhoogd parcours rijden. Dit parcours eindigde met een platform dat zich zo ver mogelijk zou verplaatsen als de testteamleden er met snelheid hun auto op zouden parkeren. Zo moesten ze zo ver mogelijk komen. De jongens kwamen 5m20 ver, de meiden haalden iets minder dan een halve meter.                                                                                          |
| Uiteindelijke winnaar. | Jongens | Eindstand: 2-1. Getrokken conclusie: de jongens zijn de beste rallyrijders |

#### Koken met je smartphone
In het laatste item van de aflevering werd uitgetest waar een smartphone het langer in volhoudt: in een blender of in een magnetron
| Product 1 | Product 2 | Langer  | Notities |
| --------- | --------- | ------- | --- |
| Blender   | Magnetron | Blender | In de blender was de smartphone na 19 seconden kapot. In de magnetron leek hij het na 10 seconden nog goed te houden, maar enkele seconden daarna vatte hij alsnog vlam. |

### Aflevering 3
Uitzenddatum: 18 januari 2020

#### Vroeger was alles beter → Helm
In deze test werd uitgetest of ridderhelmen beter zijn dan legerhelmen.
| Onderwerp | Notities |
| --------- | --- |
| Helmen    | De beide helmen werden op het hoofd van een testpop gezet. Om vervolgens hun bescherming te testen, werden er objecten door een stortkoker bovenop gegooid. Toen er uiteindelijk een bowlingbal werd gebruikt, brak de nek bij de pop met de legerhelm |

#### Schokkende test
In deze test werden toepassingen getest voor statische elektriciteit.
| Toepassing         | Notities |
| ------------------ | --- |
| Lamp laten branden | Testteamlid Nigel werd statisch geladen met behulp van synthetische kleding. Het lukte echter niet om de lamp te laten branden. Toen werd er overgegaan op een andere opstelling om statische elektriciteit op te vangen. Hiervoor werd een fietsconstructie neergezet waarmee een vandegraaffgenerator in werking gesteld kon worden. Daarmee kon de lamp wel brandend gekregen worden. |
| Vuur maken         | Met dezelfde fietsconstructie uit de vorige test kon een vonk opgewekt worden waarmee een vuur kon worden ontstoken. |

#### Jongens vs Meiden → Samoerai
Bij deze jongens/meidentest werd uitgezocht wie er betere samoeraikrijgers waren, de jongens of de meiden.
| Uitdaging                     | Winnaar | Notities |
| ----------------------------- | ------- | --- |
| Hand-oogcoördinatie           | Meiden  | In de eerste deeltest stond een speelgoedtrein centraal. Hier was sushi op gelegd dat de testteamleden er met behulp van eetstokjes vanaf moesten halen en op een bordje moesten leggen. Hierbij mocht het treintje niet ontspoord worden, op straffe van strafpunten. Inclusief deze missers meegerekend eindigden de meiden met achtenhalve sushi, de jongens kwamen niet verder dan zes. |
| Figuren hakken                | Jongens | De tweede deeltest was geïnspireerd op het tv-programma Hole in the wall. Er stonden een aantal rechthoekige platen opgesteld die de testteamleden in een bepaalde vorm moesten hakken. Deze moest uiteindelijk door de opening in de tegemoetkomende muur passen. Van de drie platen kregen de jongens er twee door de muur, de meiden slaagden geen enkele keer.                          |
| Parcours met zwaard en speren | Jongens | Zoals een ninja moesten de jongens en de meiden over de nok van een dak lopen. Boven dit dak hingen ballonnen en borden die ze kapot moesten slaan. De jongens deden er 1'46" minuten om het parcours af te leggen, de meiden finishten pas na 4'31" minuten. |
| Uiteindelijke winnaar.        | Jongens | Eindstand: 2-1. Getrokken conclusie: de mannen zijn de beste samoeraivechters |

#### De Brandstofzuiger
| Onderwerp                    | Notities |
| ---------------------------- | --- |
| Ontvlambare stoffen opzuigen | Een teil werd gevuld met benzine en hier werd de slang van een stofzuiger in gelegd. Vervolgens werd het apparaat ingeschakeld. Terwijl de vloeistof werd opgezogen begon de stofzuiger te haperen en uiteindelijk vatte hij vlam, inclusief de uitgelekte benzine. Er ontstond een enorme brand. |

### Aflevering 4
Uitzenddatum: 1 februari 2020

#### Goedkoop Duiken
| Onderwerp                         | Notities |
| --------------------------------- | --- |
| Duiken zonder dure duikuitrusting | In dit korte testje ging testteamlid Jaro onder water met een mondstuk dat met een slang gekoppeld was aan een compressor. Met deze luchtvoorziening kon hij daadwerkelijk onder water zwemmen. |

#### Bouw Je Eigen Game Simulator
In de grote test van deze aflevering werd gepoogd om een eigen gamesimulator te bouwen.
| Onderdeel               | Notities |
| ----------------------- | --- |
| Basis                   | Een skelter werd gebruikt als basis om de gamesimulator mee te bouwen. Hierbij werden de wielen verwijderd en werd het zitje vervangen door een comfortabeler stoel. |
| Gas- en stuurinrichting | Als tweede werd deze gamesimulator in aanbouw voorzien van een gas- en stuurinrichting. De controller van de spelcomputer werd in de voorste punt van de constructie verwerkt. Vislijnen werden vervolgens vastgemaakt aan het stuur en aan geïmproviseerde pedalen waardoor de speler daadwerkelijk kon sturen, gas geven en remmen. |
| Afwerking               | Om de gamesimulator af te werken, werd hij aangekleed als een raceauto. Verder werd er een ventilator gebruikt voor extra rijwind en werden er extra boxen geïnstalleerd voor beter geluid. Hiermee was de gamesimulator helemaal af.                                                                                                 |

#### Jongens vs Meiden → Steward
In de jongens/meidentest van deze aflevering ging het erom wie de beste stewards waren, de jongens of de meiden.
| Uitdaging                                       | Winnaar | Notities |
| ----------------------------------------------- | ------- | --- |
| Feestgangers fouilleren                         | Meiden  | De testteamleden kregen 10 minuten de tijd om bezoekers van een optreden te fouilleren op spullen die ze niet mee naar binnen mochten nemen. Het uitgangspunt was om binnen die tijd zo veel mogelijk bezoekers binnen te laten. Echter: voor ieder verboden object dat ze toch nog mee wisten te nemen, zouden er twee strafpunten uitgedeeld worden. Uiteindelijk hadden de meiden 7 punten, de jongens slechts 2. |
| Aanvallen op podium afweren                     | Jongens | Met het optreden eenmaal aan de gang bleek het publiek bijzonder asociaal te zijn. Ze gooiden met drankjes naar de optredende artiesten. De testteamleden moesten als stewards proberen om deze drankjes tegen te houden zodat het optreden zo lang mogelijk door zou blijven gaan. De jongens hielden die 1'44" minuut vol, de meiden 1'08" minuut.                                                                 |
| Rookbommen tijdens voetbalwedstrijd verwijderen | Meiden  | In de finale stond een voetbalwedstrijd centraal. Bezoekers zouden rookbommen op het veld gooien. De testteamleden kregen de opdracht om deze rookbommen te verwijderen zodat de wedstrijd niet afgebroken zou hoeven te worden. Dit zou gebeuren wanneer er vijf rookbommen op het veld lagen. De meiden wisten de hele wedstrijd vol te maken, bij de jongens was het na 2'03" minuten klaar.                      |
| Uiteindelijke winnaar.                          | Meiden  | Eindstand: 2-1. Getrokken conclusie: de meiden zijn de beste stewards |

### Aflevering 5
Uitzenddatum: 8 februari 2020

#### Jongens vs Meiden → Recyclen
Deze aflevering bestond uit één langgerekte jongens/meidentest. In tegenstelling tot de meeste jongens/meidentests zou de totaalwinst niet worden bepaald door de meeste gewonnen deeltests. Deze zou worden bepaald in de laatste deeltest. In de overige deeltests viel echter wel bonustijd te winnen waardoor er voor de laatste deeltest een voorsprong opgebouwd kon worden. In deze jongens/meidentest gingen de testteamleden een militair amfibievoertuig bouwen met materialen van de schroothoop.
Deze test markeerde het debuut van testteamlid Marissa.
| Uitdaging                                     | Winnaar | Notities |
| --------------------------------------------- | ------- | --- |
| Materialen verzamelen                         | Meiden  | De testteamleden begonnen deze test op de schroothoop. Ze kregen een halfuur de tijd om zo veel mogelijk materialen te verzamelen voor het maken van een militair amfibievoertuig. Tijdens de zoektocht konden ook gele ballen verzameld worden. Het team dat de meeste ballen had verzameld, kreeg bonustijd in de laatste deeltest. Dit waren de meiden, die zeven ballen hadden verzameld, tegen zes voor de jongens. |
| Pantser bouwen                                | Meiden  | De in de vorige deeltest verder verzamelde materialen van de schroothoop werden meegenomen naar de Checkpoint-loods, waar de testteamleden aan de slag zouden gaan met het bouwen van hun amfibievoertuig. Zowel de jongens en de meiden hadden tijdens hun zoektocht op de schroothoop een rijdend voertuig als basis gevonden. Nadat ze deze aan de praat hadden gekregen, gingen ze aan de slag om een pantser te bouwen, met verdere materialen die ze hadden verzameld. Na twee uur bouwen zou het pantser getest worden. Hiervoor kropen de testteamleden in hun voertuig en werden ze beschoten door paintbalgeweren. Het pantser van de meiden bleek de kogels beter tegen te houden. |
| Wapen bouwen                                  | Meiden  | Als derde gingen de jongens en de meiden een wapen bouwen, wederom met materialen die ze van de schroothoop hadden meegenomen. Ze hadden wederom twee uur de tijd om dit te doen. Om de gebouwde wapens te testen, was er een toren van emmers opgebouwd. De jongens en de meiden kregen zes pittenzakken waarmee ze zo veel mogelijk emmers omver moesten kegelen. Ook deze deeltest werd door de meiden binnengesleept. Zij hadden nog 14 emmers over, waar de jongens er 21 over hadden. |
| Het gebouwde amfibievoertuig waterproof maken | Jongens | Voor de allesbeslissende laatste deeltest verplaatste de set naar het Fort bij Kudelstaart. Hier kregen de testteamleden acht uur de tijd om hun in de vorige deeltests gebouwde amfibievoertuigen waterproof te maken. Daarna moest er een parcours afgelegd worden. Eerst moest er over land gereden worden, waarbij onderweg vijf tegenstanders (paspoppen) uitgeschakeld moesten worden. Het parcours eindigde met een tewaterlating, waarbij moest blijken of het voertuig daadwerkelijk bleef drijven. Zowel bij de jongens als de meiden was dit het geval. Omdat de meiden de vorige drie deeltests gewonnen hadden, kregen zij 45 seconden bonustijd voor deze laatste deeltest. Ze kregen echter wel straftijd bijgeteld omdat ze een aantal tegenstanders hadden gemist die de jongens wel wisten te raken. De bonus- en straftijden werden verrekend met de tijd die nodig was om het parcours af te leggen. De uiteindelijke tijden waren 9'10" minuten voor de jongens, tegen 12'14" minuten voor de meiden. |
| Uiteindelijke winnaar.                        | Jongens | Getrokken conclusie: de jongens hebben het beste amfibievoertuig gemaakt |

### Aflevering 6
Uitzenddatum: 15 februari 2020

#### Hoe sterk is een deurkettingslot
| Onderwerp                         | Notities |
| --------------------------------- | --- |
| De kracht van een deurkettingslot | In dit korte testje ging testteamlid Jaro uittesten hoe sterk een deurkettingslot was. Daartoe werd er een deur met een dergelijk kettingslotje afgesloten. Met fikse beuken slaagde hij er echter alsnog in de deur open te forceren. Hiertoe werd getest hoeveel sloten er nodig waren zodat de deur niet meer opengebeukt kon worden. Begonnen werd met 15 exemplaren, die de deur dicht hielden. Bij iedere mislukte poging werden er enkele sloten geopend totdat uiteindelijk de deur wel open geforceerd zou worden. Jaro slaagde erin de deur met zes deurkettingsloten open te beuken, waarna geconcludeerd werd dat zeven voldoende was om veilig te zijn. |

#### Instrumenten bespelen
| Onderwerp                   | Notities |
| --------------------------- | --- |
| Instrumenten bespelen faken | Presentatrice Rachel en het testteam verwerkten kleine luidsprekers in drie verschillende muziekinstrument (gitaar, trompet en saxofoon) om zo te kunnen veinzen dat ze muziek konden maken. Ze wisten testteamlid Lieke daadwerkelijk om de tuin te leiden. |

#### Jongens vs Meiden → Wegwerkers
In deze jongens/meidentest ging het erom wie de beste wegwerkers waren, de jongens of de meiden.
| Uitdaging              | Winnaar | Notities |
| ---------------------- | ------- | --- |
| Beton hakken           | Jongens | In de eerste deeltest stond het verwijderen van een weg centraal. Hiertoe waren er twee bakken met beton gestort en de testteamleden moesten deze met een houweel en een drilboor leegbreken. De jongens slaagden hier als eerste in. |
| Rotonde schilderen     | Meiden  | Bij de tweede deeltest stond het schilderen van een rotonde centraal. De jongens en de meiden kregen elk vijf minuten de tijd om een rotonde, die ze van tevoren op een afbeelding te zien kregen, na te tekenen op de grond. Na die vijf minuten zou een groep ouderen als weggebruikers de rotonde oversteken bij wijze van test. De meiden slaagden in hun opdracht (tijd: 3'33" minuten), de jongens niet. |
| Asfalteren             | Jongens | Van beide teams moest eerst één iemand met een shovel asfalt op de weg leggen, waarna de teamgenoot dit met een wals zou aanwalsen. Zo moesten er twee parkeerplaatsen worden aangelegd. De meiden hadden 27'49" minuten nodig voor deze taak, de jongens waren reeds na 15'23" minuten klaar. |
| Uiteindelijke winnaar. | Jongens | Eindstand: 2-1. Getrokken conclusie: de boys zijn de beste wegwerkers |

### Aflevering 7
Uitzenddatum: 22 februari 2020

#### Skaten met rolmaten
| Onderwerp           | Notities |
| ------------------- | --- |
| Skaten met rolmaten | Er werd een constructie gebouwd waarmee testteamlid Remy zich op zijn skateboard kon laten voorttrekken op de kracht van 100 intrekkende rolmaten. Het bleek heel behoorlijk te werken. |

#### Bouw Je Eigen Voetbalkanon
In de grote test van deze aflevering werd gepoogd om zelf een voetbalkanon te bouwen.
| Methode                                     | Notities |
| ------------------------------------------- | --- |
| Spudgun                                     | Een spudgun werd omgebouwd zodat er een voetbal in afgeschoten kon worden. Testteamlid Mila schoot hiermee ballen af op collega-testteamlid Tim, die deze test optrad als keeper in een voetbalgoal. Het werkte heel behoorlijk.                                                                                          |
| Machine aangedreven met kleine raketmotoren | In de tweede deeltest werd er een constructie gemaakt die bestond uit een ronddraaiende voet. Deze werd door kleine raketmotoren aangedreven waardoor ballen met grote kracht weggeschoten konden worden. Ook deze methode werkte, maar in de tijd dat de raketjes werkten, konden er maar drie ballen gelanceerd worden. |
| Machine aangedreven met brommer             | Ten slotte werd er een variant op de ballenmachine gebouwd die werkte door het draaiende achterwiel van een brommer. Ook dit werkte. |

#### Jongens vs Meiden → Surfen
In deze jongens/meidentest werd getest wie er beter in surfen waren, de jongens of de meiden.
| Uitdaging                      | Winnaar | Notities |
| ------------------------------ | ------- | --- |
| Surfplank touwtrekken          | Jongens | De eerste deeltest was geïnspireerd door het touwtrekken. Er waren er twee in tegengestelde richting kijkende surfplanken met een lang touw aan elkaar vastgemaakt. Op beide surfplanken zat een testteamlid dat zo hard mogelijk moest gaan peddelen om zo de ander over de middenlijn te krijgen. Er zouden drie rondes gedaan worden, maar de eerste twee werden beide gewonnen door de jongens, die daarmee deze eerste deeltest al gelijk op hun naam wisten te zetten. Om het af te maken speelden de beide jongens de derde ronde tegen elkaar. Op deze manier werden er dan alsnog drie ronden gedaan.                                                                                          |
| Op een surfplank blijven staan | Meiden  | Voor de tweede deeltest gingen de jongens en de meiden op een surfplank staan die werd voortgetrokken door een speedboot. Op hun eigen gekozen moment moesten ze het touw loslaten waarna ze zo lang mogelijk zelfstandig overeind moesten blijven staan. Beide partijen kregen 10 pogingen om een zo goed mogelijke prestatie te zetten. Testteamlid Tim, die de jongens vertegenwoordigde, bleef maximaal 2"53 seconden staan. De meiden werden door collega-testteamlid Romy vertegenwoordigd en zij wist bij haar beste poging 5"91 seconden te blijven staan. Daarmee werd deze tweede deeltest door de meiden gewonnen. Omdat de tussenstand nu 1-1 was, zou de laatste deeltest beslissend zijn. |
| eFoilen                        | Jongens | De finale bestond uit een waterparcours dat de jongens en de meiden moesten afleggen op een eFoil. De jongens, die door testteamlid Gianni werden vertegenwoord deden hier 2'35" minuten over. Dat was sneller dan collega-testteamlid Mila, die dezelfde route voor de meiden aflegde en hier 3'46" minuten over deed. |
| Uiteindelijke winnaar.         | Jongens | Eindstand: 2-1. Getrokken conclusie: de jongens zijn de beste surfers |

### Aflevering 8
Uitzenddatum: 29 februari 2020

#### Is Groter Beter? → Blusdeken
| Product   | Notities |
| --------- | --- |
| Blusdeken | In deze editie van Is Groter Beter? werd met een extra grote blusdeken getracht om een 'brandende auto' (kartonnen exemplaar) te blussen. De blusdeken werd eroverheen gelegd en het vuur ging inderdaad uit. |

#### De Kracht Van Zout
In de grote test van deze aflevering werd de kracht van zout onder de loep genomen. Deze test markeerde de vuurdoop van testteamlid Cody.
| Onderwerp                            | Notities |
| ------------------------------------ | --- |
| Vliegen schieten                     | Als eerste werd er zout als wapen gebruikt om een vlieg van een pudding af te krijgen. Het werkte; de vlieg viel van de pudding af. Tevens merkte presentatrice Rachel op dat de zoete pudding door het zout goed op smaak gebracht zou worden. |
| Drijven                              | In de tweede deeltest stond een zwembad centraal. Deze werd vermaakt tot zoutwaterbad door achthonderd kilo zout in het water te kiepen. Testteamlid Gianni nam de proef op de som en hij bleef daadwerkelijk in het zoute water drijven. Dit effect kan men ook in het echt ervaren in de Dode Zee, die voor 33% uit zout bestaat. Dit is genoeg om er zonder moeite in te blijven drijven. |
| Explosieve kracht van gesmolten zout | Tot slot werd er met behulp van een smeltoven een hoeveelheid zout gesmolten. Zodra het vloeibaar was geworden werd het op een afstandje in een vol aquarium gekieperd. De glazen waterbak explodeerde onmiddellijk met grote kracht, een ravage achterlatend. |

#### Jongens vs Meiden → Pijn Verdragen
In deze jongens/meidentest werd getest wie er meer pijn konden verdragen, de jongens of de meiden.
| Uitdaging                      | Winnaar | Notities |
| ------------------------------ | ------- | --- |
| Pepers eten                    | Jongens | In de eerste deeltest moesten de jongens en de meiden pepers eten. Deze werden steeds heter. Uiteindelijk kon testteamlid Gianni de brandende smaak in zijn mond het langste verdragen. Hiermee werd de winst bepaald in het voordeel van de jongens. |
| Loopband met legostenen        | Meiden  | Daarna werd er een loopband tevoorschijn gehaald. Testteamleden Cody en Lieke moesten voor de jongens, respectievelijk de meiden, zo lang mogelijk over de band lopen terwijl de tegenpartij hier legostenen op zou deponeren om de voeten van de loper te bezeren. Cody hield deze test 1'49" minuut vol, maar Lieke wist met haar tijd van 2'39" minuten alle aanwezigen te imponeren. Doordat de tussenstand nu 1-1 zou staan, zou de laatste test beslissend zijn voor de totaalwinst. |
| Beschoten met paintballpistool | Meiden  | In deze finale moesten de jongens en de meiden een parcours lopen terwijl ze beschoten werden met een paintballgeweer. Dit hield testteamlid Lieke het langste vol, namens de meiden. Hiermee werd de totaalwinst in hun voordeel bepaald. |
| Uiteindelijke winnaar.         | Meiden  | Eindstand: 2-1. Getrokken conclusie: de girls kunnen het langste tegen pijn |

### Aflevering 9
Uitzenddatum: 7 maart 2020

#### Papieren vliegtuig met raket
| Onderwerp                                             | Notities |
| ----------------------------------------------------- | --- |
| Een raket als aandrijving voor een papieren vliegtuig | Nadat er eerst een papieren vliegtuig zonder raket was weggegooid als nulmeting, werd de test drie keer herhaald met een raket aan de onderzijde. Bij de eerste keer zat de raket in het midden, bij de tweede vooraan en bij de derde achteraan. De laatste raket kwam het verste en kwam zelfs verder dan de nulmeting. Hierop werd geconcludeerd dat ‘zelfs een papieren vliegtuigje’ beter was met een raket. |

#### Boot maken van plastic flessen
In deze grote test werden toepassingen getest voor producten met statiegeld voordat ze zouden worden ingeleverd.
| Product          | Notities |
| ---------------- | --- |
| Plastic flessen  | Er werd een houten frame gebouwd en daar rondom werden een heleboel plastic flessen gehangen. Er ontstond een tweepersoonskano waar daadwerkelijk mee gevaren kon worden.                                                   |
| Statiegeldzakken | Met behulp van zakjes werd een zeil gemaakt waarmee gewindsurft zou kunnen worden. Om deze te testen werd dit zeil op een skateboard gezet. Het werkte inderdaad, maar het bleek veel moeite te kosten om te blijven staan. |
| Winkelwagen      | Een winkelwagen werd omgebouwd tot een eenvoudige auto. Er werd een elektrische boormachine gebruikt voor de aandrijving en het voertuig werd op een skateboard gezet om beter te kunnen rijden. Ook dit werkte.            |

#### Jongens vs Meiden → Kermis XXL
In deze jongens/meidentest werd getest wie er het beste op de kermis waren, de jongens of de meiden.
| Uitdaging              | Winnaar | Notities |
| ---------------------- | ------- | --- |
| Suikerspin             | Jongens | De jongens en de meiden moesten een zo groot mogelijke suikerspin maken. De jongens hadden de grootste. |
| Grijper                | Meiden  | In de tweede deeltest stond een uitvergrote versie van de grijper centraal. De testteamleden kregen vijf pogingen om zo veel mogelijk prijzen uit het spel te halen. De jongens hadden een knuffel gewonnen, de meiden twee. |
| Eendjes vangen         | Meiden  | Tot slot moesten de jongens en de meiden eendjes vangen. Echter was ook dit spel weer uitvergroot. Een serie opblaaseenden waren op een meer uitgezet en de jongens en de meiden moesten per boot het water op om met een vishengel zo veel mogelijk eenden naar de kant te halen. De jongens haalden een eend naar de kant voor 1 punt. De meiden haalden drie eenden binnen en bepaalden daarmee de totaalwinst in hun voordeel. |
| Uiteindelijke winnaar. | Meiden  | Eindstand: 2-1 |

#### To the max → Schuine helling
| Vraag                                                          | Antwoord   | Notities |
| -------------------------------------------------------------- | ---------- | --- |
| Wat is de maximale hoek waarop een auto kan worden geparkeerd? | 42½ graden | Een auto werd op een platform gezet. Dit platform werd met behulp van een heftruck in een steeds grotere helling gezet. Bij 42½ graden gleed hij eraf. |

### Aflevering 10
Uitzenddatum: 14 maart 2020

#### Hitte vs Kou → Action Cams
| Product        | Kan beter tegen | Notities |
| -------------- | --------------- | --- |
| Actioncamera's | Kou             | In deze test werd getest of een actioncamera beter tegen extreme hitte of extreme kou kon. Daartoe werd er een exemplaar in vloeibare stikstof gestopt om de koudebestendigheid te testen. Een tweede exemplaar werd in een frituurpan gestopt op de hittebestendigheid te testen. Uiteindelijk ging de camera in de frituurpan het eerste kapot. |

#### Te Klein Voor De Achtbaan
In deze grote test methoden getest om lang genoeg te kunnen zijn voor een achtbaanrit.
| Methode                                | Notities |
| -------------------------------------- | --- |
| Twee personen op elkaar                | Testteamlid Gianni ging op de nek van collega-testteamlid Jaro zitten in een poging als één lange man te lijken. Dit werkte niet.                                           |
| Op stelten lopen                       | De beide jongens gingen op stelten lopen. Ook dit werkte niet. |
| Harmonicaconstructie onder de schoenen | Onder de schoenen van de beide jongens werd een harmonicaconstructie, zoals bij een hoogwerker, onder de schoenen van de beide jongens gezet. Ze kregen toegang toegewezen. |

#### Jongens vs Meiden → Papa’s en mama’s
In deze jongens/meidentest werd getest wie de beste ouders waren, de jongens of de meiden.
| Uitdaging              | Winnaar | Notities |
| ---------------------- | ------- | --- |
| Baby herkennen         | Meiden  | De jongens en de meiden kregen 30 seconden de tijd om een baby te observeren. Na afloop deponeerde presentatrice Rachel deze pop in een bak met andere nagenoeg identieke babypoppen. De juiste baby moest er tussenuit gehaald worden. De jongens namen een verkeerde mee, de meiden kozen wel de juiste.                                                                        |
| Baby vangen            | Meiden  | In de tweede deeltest waren er allerlei baby's opgehangen in de dakconstructie van de loods. De bedoeling was om zo veel mogelijk van deze poppen op te vangen wanneer ze naar beneden zouden vallen. De meiden vingen er zeven, de jongens zes. |
| Parcours               | Jongens | Bij de laatste deeltest was bij zowel het jongens- als de meidenpartij één teamlid verkleed als baby. Deze moest door de teamgenoot in een winkelwagen worden rondgereden over een parcours. Onderdeel van dit parcours was onder andere het verschonen van de luier. De jongens wonnen deze laatste deeltest, met een tijd van 1'53" minuut, tegen 2'47" minuten voor de meiden. |
| Uiteindelijke winnaar. | Meiden  | Eindstand: 2-1. Getrokken conclusie: de mama's zijn de beste ouders |

#### Tennisracket Raket
| Onderwerp                                            | Notities |
| ---------------------------------------------------- | --- |
| Een raket als aandrijving voor een tennisballenkanon | Voor de laatste test van deze aflevering was er een constructie opgebouwd die bestond uit een draaiend tennisracket. Dit systeem werd aangedreven door een raket. Een goed alternatief voor een menselijke tegenstander in een tennispartij bleek dit echter niet. |

### Aflevering 11

#### Was vroeger alles beter? → Meubels
In deze test werd uitgetest of een oude kast beter was dan een nieuwe.
| Onderwerp | Notities |
| --------- | --- |
| Kasten    | Om de stevigheid van een oude en een nieuwe kast te testen, werden beide exemplaren vanaf een hoogte gedropt. De oude kast kwam beduidend beter uit de test. |

#### Op twee plekken tegelijk zijn
In deze test werd uitgetest of de bekende zanger Marco Borsato op twee plekken tegelijk kon zijn.
| Onderwerp | Notities |
| --------- | --- |
| Hologram  | Om dit te kunnen bereiken, werd er een hologram gebouwd. Eerst werd er met behulp van plexiglas een klein exemplaar vervaardigd waarmee het beeld van een telefoon driedimensionaal kon worden weergegeven. Vervolgens bouwden de testteamleden, samen met Borsato, een groot exemplaar dat het beeld van de zanger kon weergeven. Het was een succes. |

#### Jongens vs Meiden → Robots
In deze test werd uitgezocht wie er beter waren met robots, de jongens of de meiden.
| Uitdaging                    | Winnaar    | Notities |
| ---------------------------- | ---------- | --- |
| Robotje bouwen en besturen   | Jongens    | De jongens en de meiden moesten een kleine robot in elkaar zetten. Deze moest vervolgens met een vuurfontein richting een gasballon rijden om deze te laten knappen. De jongens wonnen. |
| Parcours rijden met robotje  | Meiden     | Vervolgens moest hun kleine robot over een bochtig brugparcours gestuurd worden. Complicerende factor in deze test was echter dat de olietonnen waar het parcours op was gebouwd in brand stonden en dat op de robot een beker stond met daarin een brandbare stof, oftewel als de robot van het parcours viel, vloog deze in brand. De jongens begonnen met de opdracht, maar zij vielen vroegtijdig van de brug af. De meiden slaagden wel en wonnen daarmee deze tweede deeltest. |
| Met robot tas uit auto halen | Onbeslist  | In de laatste deeltest moesten de jongens en de meiden een grote robot besturen om een tas uit een auto te halen. Daar kregen ze maximaal 10 minuten de tijd voor. Geen van beide partijen slaagde in deze opdracht. Ze kregen met de robot de tas wel uit de auto, maar het lukte ze niet om het binnen de 10 minuten te doen. |
| Uiteindelijke winnaar.       | Gelijkspel | Eindstand: 1-1. Getrokken conclusie: de jongens en de meiden zijn even goed of even slecht; ze moeten het in elk geval nog leren |

#### Bestuurbare Raketboot
| Onderwerp                                                              | Notities |
| ---------------------------------------------------------------------- | --- |
| Een raket als aandrijving voor een radiografisch bestuurbare speedboot | Allereerst werd als nulmeting een radiografisch bestuurbare speedboot zonder raketmotortjes over een parcours op het water gestuurd. Maar waar deze de eindstreep wist te halen, sloeg de speedboot met de raket direct om. Desondanks werd op het einde besloten dat de speedboot met raketmotortjes beter was. |

### Aflevering 12
Uitzenddatum: 29 maart 2020

#### Honkbalraket
| Onderwerp                                         | Notities |
| ------------------------------------------------- | --- |
| Een raket als aandrijving voor een honkbalknuppel | Voor deze test stond een constructie opgebouwd, bestaande uit een draaiende honkbalknuppel. Deze moest een bal zo ver wegslaan dat er een homerun gerend kon worden. Het werkte niet. |

#### Kamperen 2.0
| Onderwerp         | Notities |
| ----------------- | --- |
| Luchtbed opblazen | Om het luchtbed sneller op te blazen, werd deze vastgemaakt aan de uitlaat van de auto. Door gas te geven, werd het luchtbed opgepompt. Wel werd opgemerkt dat het niet thuis nagedaan moest worden, vanwege het risico op koolstofmonoxidevergiftiging. Bij deze test werd daarom een koolmonoxidemelder boven de uitlaat van de auto gehangen. Deze waarschuwde wanneer er koolmonoxide zou ontsnappen uit een lek in een van de luchtbedden, zodat iedereen dan snel kon weglopen. |
| Afwassen          | Er was een kubusconstructie gemaakt van pijpen waar een afdruiprek met vies vaatwerk in geplaatst kon worden. Deze provisorische vaatwasser kon worden aangesloten op een tuinslang en via gaatjes in de pijpen kon de vaat worden schoongesproeid. |
| Regen             | Om geen last te hebben van de regen werd een dekzeil over de kampeerplaats heen gelegd. Een bladblazer werd gebruikt om er lucht in te blazen waardoor een comfortabele schuilplaats gerealiseerd werd. |

#### Jongens vs Meiden → Smid
In deze jongens/meidentest werd uitgezocht wie de beste smeden waren, jongens of meiden.
| Uitdaging               | Winnaar | Notities |
| ----------------------- | ------- | --- |
| IJzers verhitten        | Meiden  | In de eerste deeltest ging het om het verhitten van ijzers. De jongens en de meiden moesten ijzers in vuur houden en ze op die manier zo verhitten dat er een hamer uit een blok ijs gesmolten kon worden. De meiden slaagden hier als eerste in.                                                                               |
| Vuilnisemmers platslaan | Jongens | In de tweede deeltest stond de hamer van de smid centraal. De jongens en de meiden moesten ijzeren afvalemmers zo klein slaan dat deze in een brievenbus paste. De meiden gingen als eerste en zij deden 10’03” minuten over deze opdracht. De jongens slaagden reeds na 4’43” minuten.                                         |
| Pijlpunt smeden         | Meiden  | De jongens en de meiden moesten een pijlpunt smeden. Deze moesten ze vervolgens met een kruisboog op een strobaal schieten. De punt moest zo scherp mogelijk gesmeden worden, zodat de pijl zo diep mogelijk in het stro zou doordringen. De scherpste pijlpunt bleek te zijn gesmeed door testteamlid Ava-Luna het meidenteam. |
| Uiteindelijke winnaar.  | Meiden  | Eindstand: 2-1. Getrokken conclusie: de meiden zijn toch echt de beste smeden |

### Aflevering 13
Uitzenddatum: 4 april 2020

#### Scootmobiel Pimpen
| Methode                | Notities |
| ---------------------- | --- |
| Longboard voorttrekken | In de eerste deeltest werd een scootmobiel ingezet als alternatief voor een elektrisch longboard. Er werd een constructie aangebracht waardoor de testteamleden zich op een normaal longboard door de scootmobiel konden laten voorttrekken                                           |
| Woonkamer              | Twee scootmobielen werden aan elkaar gekoppeld. Vervolgens werden de beide zitplaatsen verwijderd en vervangen door een woonkameropstelling, met twee comfortabele zetels en een tafel. De beide gebruikers van deze scootmobielconstructie konden dit apparaat gezamenlijk besturen. |
| Rupsband               | Tot slot werd geprobeerd om met een scootmobiel door modder heen te rijden. Om dit te bewerkstelligen werd er een rupsband onder aangebracht. Hiermee kon er wel goed door de modder worden gereden.                                                                                  |

#### Jongens vs Meiden → Vikingen
In deze jongens/meidentest werd uitgezocht wie de beste Vikingen waren, jongens of meiden.
| Uitdaging                   | Winnaar | Notities |
| --------------------------- | ------- | --- |
| Bijlen gooien               | Jongens | Als eerste werd getest wie er het beste waren met bijlen. Hiertoe waren er vijf targets aangebracht. De jongens en de meiden mochten om beurten met bijlen gooien om zo veel mogelijk targets kapot te gooien. Van de vijf targets gooiden de jongens er vier kapot, de meiden slechts een.                                      |
| Roeispaan maken en peddelen | Meiden  | Voor de tweede deeltest moesten de jongens en de meiden zelf houten roeispanen maken. Hiermee moesten ze met een boot om een boei heen varen. De partij die als eerste weer terug aan de kant kwam, zou winnen. Dit waren de meiden. Omdat de tussenstand nu 1-1 was, zou de laatste deeltest bepalend zijn voor de totaalwinst. |
| Sperengevecht               | Jongens | In deze laatste, beslissende deeltest stond het gevecht centraal. Een aantal nepsperen werden in verf gedoopt en de bedoeling was om de tegenpartij zo veel mogelijk te besmeuren met verf. Na drie minuten speeltijd bleken de jongens de duidelijke winnaars.                                                                  |
| Uiteindelijke winnaar.      | Jongens | Eindstand: 2-1. Getrokken conclusie: de jongens zijn de beste Vikingen |

#### Zwemmen in het donker
In deze test werd uitgetest hoe Maarten van der Weijden zichtbaar kon blijven als hij in het donker zou zwemmen.
| Onderwerp  | Notities |
| ---------- | --- |
| Uv-lichten | Om Van der Weijden zichtbaar te maken wanneer hij in het donker zou zwemmen, kreeg hij een speciaal pak over zijn wetsuit heen aangetrokken. Dit pak zou oplichten wanneer er een uv-licht op zou schijnen. Om dit te bewerkstelligen, werd eerst een drone geprobeerd die de zwemmer kon volgen. Deze drone hield het echter niet lang vol. Als tweede werden er grote uv-lichten vanaf de kant op Van der Weijden gericht. Dit werkte wel. Geconcludeerd werd dat bij de eerstvolgende keer dat de zwemmer de 11stedenzwemtocht zou gaan zwemmen, er volgboten met uv-lichten zouden meevaren die hem konden belichten. |

### Aflevering 14
Uitzenddatum: 11 april 2020

#### Is Groter Beter? → Wakeboard
| Product   | Notities |
| --------- | --- |
| Wakeboard | Er was een extra groot wakeboard gemaakt waar twee testteamleden (Tim en Romy) op konden staan. Na een aantal pogingen slaagden ze erin te blijven staan. |

#### Was vroeger alles beter? → Voetbal
| Onderwerp  | Notities |
| ---------- | --- |
| Voetballen | Een ouderwetse voetbal met veters werd vergeleken met een modern exemplaar. Met een voetbalkanon werden drie eigenschappen getest. Begonnen werd met precisie, waarmee werd geprobeerd doelpunten te maken. Hier bleek de ouderwetse voetbal het beste. Als tweede kwam afstand, waarbij de bal zo ver mogelijk werd weggeschoten. Hier kwam echter de moderne bal het beste uit de test. De beslissende test was impact, waarbij tegen een auto werd geschoten voor een zo groot mogelijke deuk. Hierbij bleek de moderne bal meer impact te maken, waardoor overall moest worden bepaald dat deze bal ook beter was. |

#### Jongens vs Meiden → Acteren
Bij deze jongens/meidentest werd uitgezocht wie er beter konden acteren, de jongens of de meiden. De testteamleden werden hierbij aangevuld door twee professionele acteurs: Rein van Duivenboden, die de jongens kwam aanvullen, en Roosmarijn Wind, die dat bij de meiden deed.
| Uitdaging                            | Winnaar    | Notities |
| ------------------------------------ | ---------- | --- |
| Huilen op commando                   | Meiden     | In de eerste deeltest moesten gastacteurs Rein en Roosmarijn op commando gaan huilen, zodanig dat er echt een traan over hun wang zou stromen. Hierbij kon de tegenpartij trachten dit huilende teamlid van zijn of haar stok te brengen. Ze slaagden geen van beiden. Daarom werd de opdracht veranderd, waarbij de voltallige teams gingen trachten op commando een traan te produceren. Dit lukte bij de meiden het eerst.                                                                      |
| Tweeling spelen voor een greenscreen | Onbeslist  | De tweede deeltest was geïnspireerd door de film Dubbel en Dwars. Van beide teams moest één teamlid twee keer een aantal vechtbewegingen maken terwijl hij/zij voor een greenscreen stond. Later zouden deze beelden over elkaar heen gekeyd worden waardoor er een beeld zou ontstaan van een vechtende tweeling. Het resultaat van beide team viel echter dusdanig tegen dat geen van beide teams punten kregen toegekend                                                                        |
| Geen krimp geven                     | Jongens    | De laatste deeltest was gebaseerd op de filmscène waarbij de hoofdpersoon stoïcijns richting de camera liep terwijl er achter hem een grote explosie plaatsvond. De jongens en de meiden liepen een recht parcours terwijl er achter hen van alles gebeurde. Hierbij gingen de jongens twee keer de mist in. De meiden hadden beduidend meer missers: veertien stuks waarna de telling werd stopgezet. Met deze overwinning van de jongens eindigde deze jongens/meidentest overall 1-1- ex aequo. |
| Uiteindelijke winnaar.               | Gelijkspel | Eindstand: 1-1. Getrokken conclusie: de jongens en de meiden zijn allebei even slechte acteurs |

### Aflevering 15
Uitzenddatum: 18 april 2020

#### Was vroeger alles beter? → De Fiets
In deze test werd uitgetest of de houten en metalen fietswielen beter zijn dan de luchtbanden van tegenwoordig.
| Onderwerp   | Notities |
| ----------- | --- |
| Fietswielen | Presentatrice Rachel legde een fietsparcours af op een moderne fiets met luchtbanden. Twee testteamleden – Tim en Gianni – legden vervolgens het parcours af met een fiets op houten, respectievelijk metalen fietsbanden. Naast dat de beide banden duidelijk inboetten aan comfort op de fiets, bleken ze ook behoorlijk vertragend te werken ten opzichte van de moderne fiets. Rachel deed namelijk 26 seconden over het parcours, tegen 31 seconden voor het houten wiel en 44 seconden voor het metalen. |

#### Pimp My Ride
In dit item werd gekeken hoe een saaie auto gepimpt kon worden.
| Product                | Notities |
| ---------------------- | --- |
| Geluid naar buiten toe | Als eerste werd het probleem opgelost waar bij voorbijrijdende auto's alleen bassnoten te horen zijn in plaats van het hele nummer. Om dit te bereiken werden er speakers in de portieren van de auto gemonteerd die de muziek naar buiten toe konden laten afspelen. |
| Projectiescherm        | In de motorkap werd een wit scherm verwerkt waar middels projectie een aflevering van Checkpoint op getoond kon worden. Het was een groot succes. Door de reeds aangebrachte speakers in de portieren was het goede geluid ook een goede bijkomstigheid.              |
| Enorme uitlaat         | Als laatste werd er een extra grote uitlaat op de auto gezet. De auto kon nadien met luid ronkgeluid rondrijden. |

#### Jongens vs Meiden → In Het Wild
Bij deze editie van Jongens vs Meiden werd uitgezocht wie de beter waren in leven in het wild (bushcraften), de jongens of de meiden.
| Uitdaging              | Winnaar | Notities |
| ---------------------- | ------- | --- |
| Insecten eten          | Meiden  | De testteamleden kregen een aantal insecten te eten. De meiden hadden hun portie als eerste op. |
| Water vinden           | Jongens | Bij de tweede deeltest draaide het om water vinden. Er was met touwen een klimparcours aangebracht door boomtoppen. Op het einde stond een emmer water die uiteindelijk meegenomen moest worden. De meiden legden het parcours in 5'12" minuten af, de jongens hadden niet meer dan 2'40" minuten nodig. Doordat de tussenstand nu 1-1 gelijk stond, zou de laatste deeltest doorslaggevend zijn voor de eindoverwinning. |
| Hut maken              | Jongens | Op het testterrein van Checkpoint stond voor beide partijen een houten geraamte van een hut. De testteamleden kregen 10 minuten de tijd om met behulp van bladertakken deze provisorische hut zo goed mogelijk waterbestendig te maken. Na afloop werd een sproei-installatie op de beide hutten losgelaten om uit te zoeken welk van de twee beter was. Hiervoor was in beide hutten een blokje natrium gelegd dat ontplofte als het geraakt werd door het water. De hut van de jongens bleek het beste te zijn, aangezien het natrium in de hut van de meiden als eerste ontplofte |
| Uiteindelijke winnaar. | Jongens | Eindstand: 2-1. Getrokken conclusie: de jongens zijn beter in het wild |

#### Water vs Toiletpapier
In dit item werd getest of het beter was om de billen schoon te maken met wc-papier of met water.
| Product 1 | Product 2 | Langer    | Notities |
| --------- | --------- | --------- | --- |
| Wc-papier | Water     | Wc-papier | Twee paar kunstbillen werden besmeurd met poep. Eén daarvan werd schoongemaakt met toiletpapier, de tweede met water. Het wc-papier bleek beter te werken. |

### Aflevering 16
Uitzenddatum: 25 april 2020

#### Is Groter Beter? → Papieren Bootje
| Product         | Notities |
| --------------- | --- |
| Papieren bootje | Er werd een uitvergroot papieren bootje gevouwen waarin gevaren zou moeten kunnen worden. Eenmaal te water echter verging het vaartuig reeds na enkele seconden. |

#### Jongens vs Meiden → Mijnwerkers
Bij deze jongens/meidentest werd uitgezocht wie er betere mijnwerkers waren, de jongens of de meiden.
| Uitdaging                             | Winnaar | Notities |
| ------------------------------------- | ------- | --- |
| Kolen vervoeren                       | Meiden  | In de eerste deeltest moesten de jongens en de meiden een mijnwagen vullen met kolen. Vervolgens moesten ze het voertuig over de rails richting de finish rijden. De jongens finishten na 4'08" minuten, maar de meiden waren met 3'14" minuten sneller. |
| Pomp repareren                        | Jongens | Afgedaald in een mijnschacht moesten de jongens en de meiden een kapotte waterpomp repareren. De jongens hadden 7'20" minuten nodig om de klus te klaren. De poging van de meiden, die met 14'40" minuten overigens aanzienlijk langzamer waren, werd afgekeurd omdat ze het systeem manipuleerden door hun vingers op de schakelpunten van het luchtrooster te houden. |
| Diamanten winnen en een muur opblazen | Jongens | Bij de finale moesten de jongens en de meiden zo veel mogelijk diamanten uit een muur halen. De tijd hiervoor werd bepaald door de tegenpartij, die een puzzel met dynamietstaven moest oplossen om een naastgelegen muur zo snel mogelijk 'op te blazen'. Zodra de muur werd 'opgeblazen', zouden de rollen gewisseld worden. Om valsspelen te voorkomen kreeg het team dat als eerste moest delven muziek, zodat dit team niet hoorde hoe het andere team de puzzel met het dynamiet oploste. Nadat de muur voor de tweede keer 'opgeblazen' was, werden de diamanten gewogen. De jongens eindigden met de meeste diamanten en wonnen daarmee de laatste deeltest. |
| Uiteindelijke winnaar.                | Jongens | Eindstand: 2-1. Getrokken conclusie: de boys zijn de beste mijnwerkers |

#### Wat is sterker? → Lijm vs Schroeven
| Product 1 | Product 2 | Sterker    | Notities |
| --------- | --------- | ---------- | --- |
| Houtlijm  | Schroeven | Even sterk | Om te testen welk van de twee producten sterker was, werden twee auto's opgehesen. Eén auto werd opgehesen aan een kabel met een houten verbindingsstuk dat met houtlijm was ingesmeerd, bij de andere auto was dit verbindingsstuk geschroefd. Beide auto's kwamen van de grond. Na korte schudden vielen beide auto's naar beneden. Geconcludeerd werd dat beide verbindingen even sterk waren. |

### Aflevering 17
Uitzenddatum: 2 mei 2020
In de laatste aflevering van ieder seizoen werden, zoals gebruikelijk, de tien beste momenten uit de voorbije afleveringen getoond.
| #  | Moment                                      | Item                             |
| -- | ------------------------------------------- | -------------------------------- |
| 1  | Explosieve kracht van gesmolten zout        | De Kracht Van Zout               |
| 2  | Slippen                                     | Jongens vs Meiden → Rallycoureur |
| 3  | Skaten met rolmaten                         | Skaten met rolmaten              |
| 4  | Kont schoonmaken                            | Water vs Toiletpapier            |
| 5  | Geen krimp geven                            | Jongens vs Meiden → Acteren      |
| 6  | Machine aangedreven met brommer             | Bouw Je Eigen Voetbalkanon       |
| 7  | Insecten eten                               | Jongens vs Meiden → In Het Wild  |
| 8  | Maarten van der Weijden zwemt in het donker | Zwemmen in het donker            |
| 9  | Sperengevecht                               | Jongens vs Meiden → Vikingen     |
| 10 | Racesimulator bouwen                        | Bouw Je Eigen Game Simulator     |

Naast de tien beste tests werd ook de seizoensuitslag van de jongens/meidentests onthuld. Voor de tiende achtereenvolgende maal (onafgebroken sinds seizoen 10) behaalden de jongens de seizoenswinst. Zij behaalden negen overwinningen.

## Kijkcijfers zaterdagafleveringen
| Datum            | Aantal kijkers | Marktaandeel |
| ---------------- | -------------- | ------------ |
| 4 januari 2020   | 142.000        | 5,3%         |
| 11 januari 2020  | 133.000        | 4,1%         |
| 18 januari 2020  | 89.000         | 3,6%         |
| 1 februari 2020  | 74.000         | 3,0%         |
| 8 februari 2020  | 113.000        | 4,6%         |
| 15 februari 2020 | 71.000         | 2,8%         |
| 22 februari 2020 | 85.000         | 3,3%         |
| 29 februari 2020 | 109.000        | 3,6%         |
| 7 maart 2020     | 63.000         | 2,5%         |
| 14 maart 2020    | 88.000         | 3,2%         |
| 21 maart 2020    | 59.000         | 2,1%         |
| 28 maart 2020    | 100.000        | 3,8%         |
| 4 april 2020     | 55.000         | 2,5%         |
| 11 april 2020    | 72.000         | 3,5%         |
| 18 april 2020    | 77.000         | 3,4%         |
| 25 april 2020    | 80.000         | 3,4%         |
| 2 mei 2020       | 86.000         | 4,0%         |